# Cuisine de Wallis-et-Futuna
La cuisine de Wallis-et-Futuna tire ses influences culinaires des autres îles du Pacifique comme la Polynésie française. Le sol volcanique et le climat chaud de cet archipel ont favorisé la culture des fruits tropicaux, notamment les mangues, papayes, ananas et bananes. Les îles produisent également du miel et de la vanille.

## La cuisson auumu

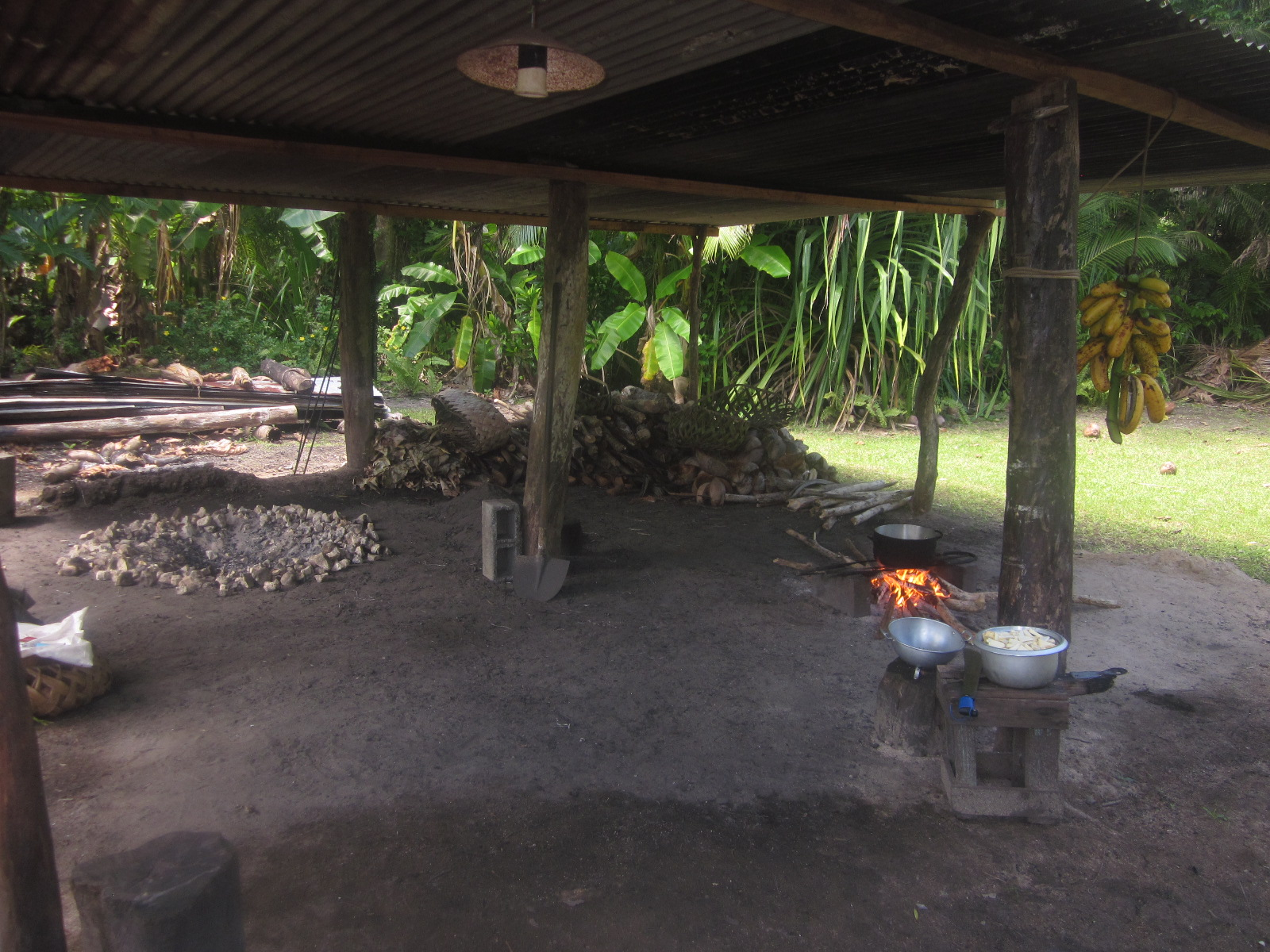
Le four traditionnel umu présent à Wallis dans un païto, un abri de cuisine.

Le four traditionnel ou le « 'umu » en wallisien, est à la base de la cuisine traditionnelle de l’île. Le principe est de préparer un certain nombre de plats que l’on enferme généralement dans des feuilles de bananier ou des palmes tressées, un petit cochon accompagné de tubercules frais et locaux. Après avoir préparé les différents mets, il ne reste plus qu’à creuser un trou au sol, les déposer dessus et les recouvrir de feuilles de bananier et de terre.  Pour préserver le brasier, des feuilles de cocotier sont ajoutées, ainsi que des bâches, des couvertures et de la terre. Le déjeuner doit demeurer enterré durant deux heures avant d'être retiré et servi.

## Les spécialités

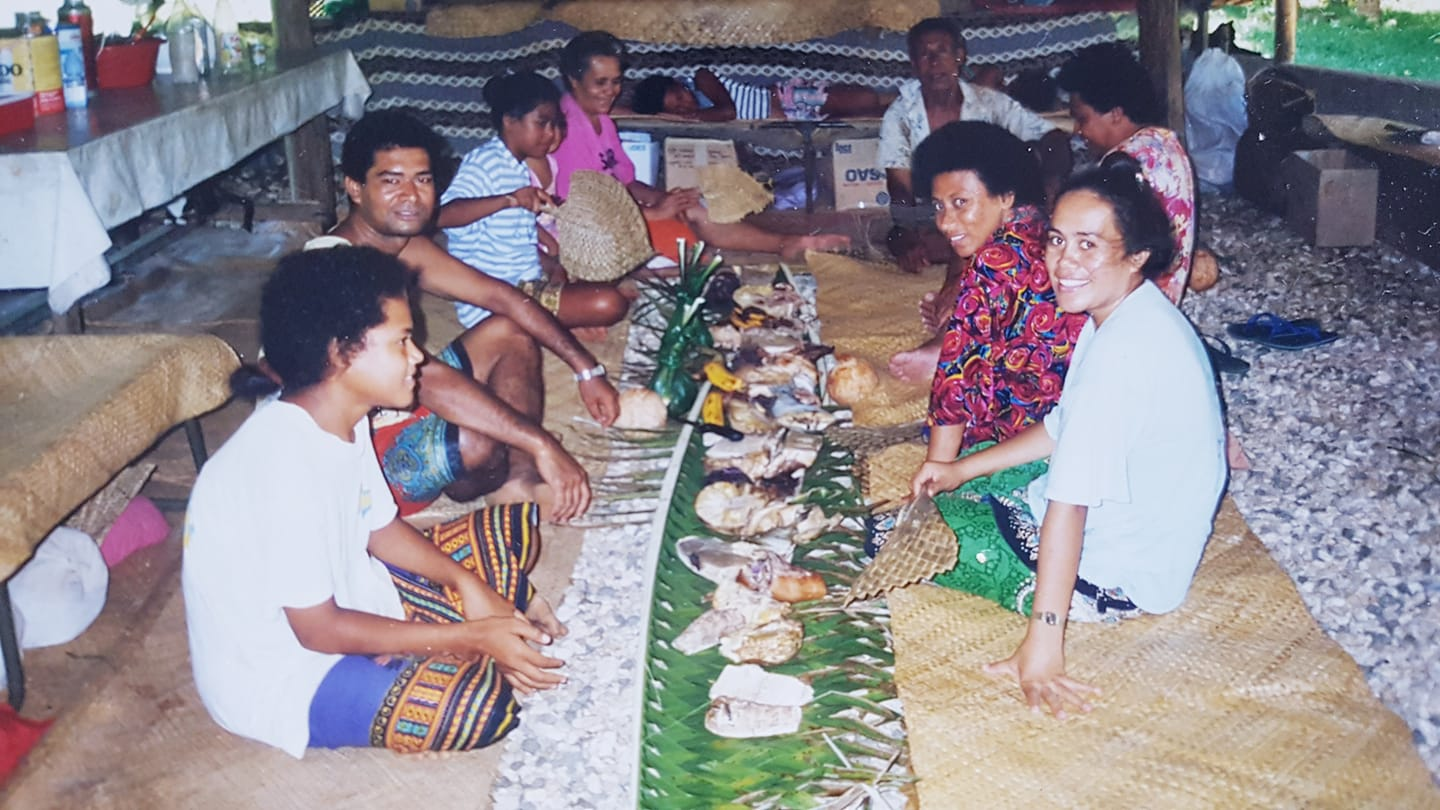
Un repas au sein d'une famille (un kaiga) à Vaotea, dans le village de Vele du royaume d'Alo sur l'île de Futuna en 1996.

### Les mets
La salade de poisson cru, généralement de thon, est un des plats incontournables de la cuisine de Wallis-et-Futuna. On peut trouver la salade de poisson sous de nombreuses variantes, la plus connue étant, au lait de coco, avec des tomates, des concombres, des carottes, des oignons et du citron vert.
Le fruit à pain (mei) peut être rôti, cuit au four, frit ou transformé en chips et est souvent utilisé comme substitut à d’autres féculents dans les repas. Il est utilisé dans la préparation du sausau. Le fruit à pain est d'abord placé sur le gril et cuit de chaque côté. Il est ensuite pelé et tapoté avec un bâton pour le ramollir. Une fois ouvert, le fruit à pain est coupé en dés et cuit dans une casserole avec du lait de coco. Le plat est ensuite laissé à refroidir avant d'être servi.
La racine de taro peut être bouillie, cuite au four ou écrasée, étant utilisée comme plat d’accompagnement ou comme base pour des recettes plus sophistiquées. Le kanaka est fait à partir de taros d'eau. Les taros râpés, en forme de gros morceaux dans leurs paniers, sont ensuite cuits au umu durant la nuit. Une fois sorti du four traditionnel, la composition bien cuite est découpée en petits morceaux. Ces morceaux, mélangés avec le lait de coco, sont ensuite enveloppés avec des feuilles de bananiers et de fruits à pain.
Le plat de fāfaru consiste à faire mariner du poisson dans une concoction d’eau de mer accompagnée de crevettes ou de crabes écrasés, laissés à fermenter pendant plusieurs heures, voire plusieurs jours. 
Le plat de lu tu'akuku ou lu faka'afu (à ne pas confondre avec le lū) est composé de lait de coco et de farine de manioc ou de taro, soit d'ignames râpés, mélangés dans un kumete. Une fois la préparation terminée, on met celle-ci dans une feuille de bananier dénervée, pliée comme un récipient. Ensuite, on enveloppe la feuille de bananier remplie de la préparation dans des feuilles d'arbre à pain, puis la préparation est cuite dans le 'umu. À Wallis, ce dessert est presque une institution à chaque fête paroissiale ou coutumière.

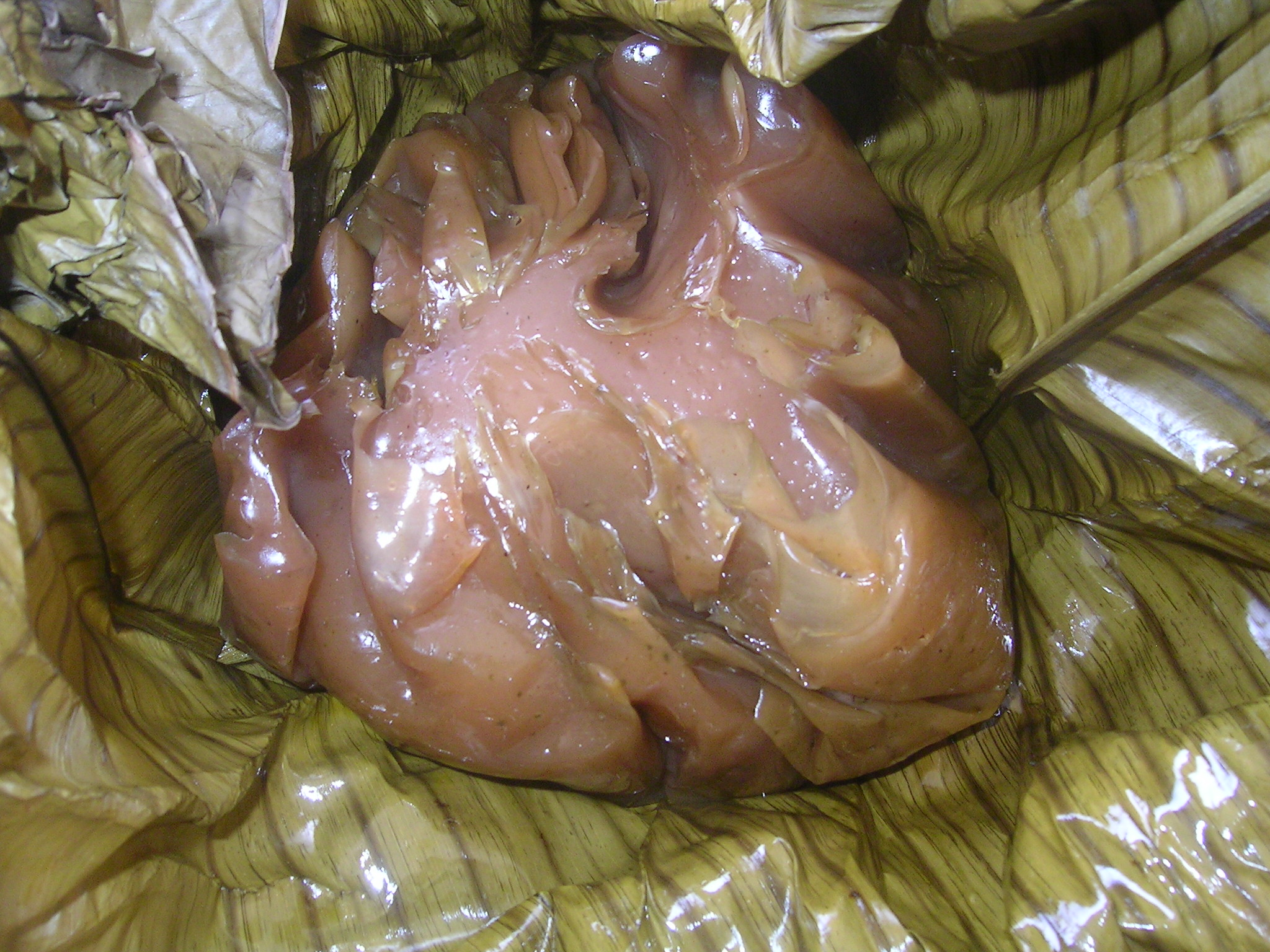
Un lu faka'afu lors de l'Assomption 2007 à Wallis.

Le hua en wallisien et sua en futunien est un dessert traditionnel de Wallis et Futuna à base de farine de manioc et de lait de coco, étant généralement accompagné de bananes mûres. Le hua est généralement préparé aux aurores, avant d'être dégusté très tôt le matin. À Futuna, ce plat marque l'importance d'un évènement. 

### Les boissons
Conçue à partir de la racine pulvérisée de la plante de kava, la boisson du même nom est préparée en étant mélangée à de l'eau pour acquérir une substance légèrement narcotique qui aurait des propriétés relaxantes propices à son usage dans les cérémonies communautaires. 
À Futuna, le ʻotai est fabriqué et consommé.